# (9492) Veltman
(9492) Veltman (2066 T-1) – planetoida z pasa głównego asteroid okrążająca Słońce w ciągu 3,23 lat w średniej odległości 2,18 j.a. Odkryta 25 marca 1971 roku.
Nazwa Veltman została jej nadana na cześć holenderskiego fizyka Martinusa Veltmana.